# Мравки
Мравките (Formicidae) са семейство еусоциални насекоми, които, заедно с осите и пчелите, образуват разред Ципокрили (Hymenoptera).
Мравките еволюират от подобни на осите предшественици през периода креда, преди около 140 милиона години, и се диверсифицират след разпространението на цъфтящите растения. Описани са над 12 500 от оценяваните на около 22 000 вида мравки, включително 163 вида - в България. Те се разпознават лесно по своите прегънати антени и характерната възлеста структура на тялото. Въпреки това има и насекоми, които външно приличат на мравки, но са от други семейства. Термитите, които често са наричани бели мравки, нямат родство с мравките, а принадлежат към разред Хлебарки (Blattodea). Подобно на мравките и те са обществени насекоми, но тяхната метаморфоза търпи непълно превръщане. Сходството между мравките и термитите се дължи на конвергентна еволюция. Копринените мравки от род Mutillidae, макар и да приличат на мравки са всъщност безкрили оси..
Мравките образуват колонии с размери, вариращи от няколко десетки хищни индивида, обитаващи малки естествени кухини, до сложно организирани общества от преимуществено всеядни мравки, заемащи обширна територия и съставени от милиони индивиди. Големите колонии са съставени от различни групи, наричани "касти", сред които - стерилни/безплодни безкрили женски, повечето от които са работнички, но също и войници и други специализирани групи. Почти всички колонии на мравки имат също по няколко фертилни мъжки и една или повече фертилни женски (мравки-майки, подобни по функции на пчелите-майки), наричани царици. Колониите са определяни като суперорганизми, тъй като мравките привидно действат като обединено цяло, работейки колективно за нуждите на колонията. Социалният живот на мравките е особено сложен и свързан с различни форми на комуникация – най-често химическа – чрез феромони. Сложното поведение се основава на система от инстинкти. Установени са и симбиотични отношения между мравки и разнообразни други организми – едноклетъчни, гъби, низши и висши растения, ракообразни, паякообразни, насекоми (включително други мравки) и други. Явлението е известно като мирмекофилия.
Мравките са важна част от диетата на някои едри животни, като кафявите мечки, мравоядите и тръбозъбите, за някои по-дребни като двуутробната дългоопашата мишка, както и за много от птиците и от останалите насекоми. Същевременно някои видове мравки могат и да се нападат взаимно, да се избиват помежду си и да си отнемат едни на други ларвите, както и да представляват (особено атакувайки в група) реална опасност, както за други насекоми и съобществата им (например - термитници), така и за значително по-големи от тях по размер животни, включително за хората.
Разпространени са по целия свят с изключение на Антарктида и някои отдалечени острови, като образуват 15 – 25% от биомасата на всички сухоземни животни (почти 25% - в тропиците) и надвишават като цяло биомасата на гръбначните животни. Успешността на мравките се дължи на разнообразните среди на обитание, социалната структура на организация, способността им непрекъснато да променят своето местообитание и да използват разнообразни хранителни ресурси. Мравките имат разнообразни източници на хранителни вещества. Различните видове се хранят с растения, насекоми, медената роса отделяна от листните въшки, гъби които отглеждат в мравуняка. Във връзка с храненето си, някои видове мравки успяват да регулират числеността на други насекоми, които са вредители за селското стопанство.

## Разпространение и местообитания
| Регион    | Брой на видовете |
| --------- | ---------------- |
| Неотропик | 2162             |
| Неарктик  | 580              |
| Европа    | 180              |
| Африка    | 2500             |
| Азия      | 2080             |
| Меланезия | 275              |
| Австралия | 985              |
| Полинезия | 42               |

Мравките заемат широк спектър от екологични ниши и могат да използват широка гама от хранителни ресурси. Те биват преки или непреки тревопасни животни, хищници, хранят се и с мърша. Повечето видове са всеядни и много малко видове са тясно специализирани в консумацията на определен вид храна. Тяхното екологично господстващо се изразява в общата им биомаса. Те се срещат на всички континенти с изключение на Антарктида, като само на няколко големи острова като Гренландия, Исландия, части от Полинезия и на Хавайските острови липсват местни видове, а намиращите се на тях са привнесени.
Мравките са едно еволюционно процъфтяващо днес семейство насекоми от гледна точка на етологията, екологията и физиологията. Техните семейства представляват сложни социални групи с разделение на труда в нея и система на комуникация, позволяваща индивидите да координират своите действия при изпълнението на задачи, които не са по силата на един. Освен това много видове мравки поддържат сложни симбионтни взаимоотношения с други насекоми и растения. Преимуществата, които притежават съобществата са довели до това, че днес те са доминиращата по численост група членестоноги. Например 1 km² савана в Кот д'Ивоар е обитавана от почти 2 млрд. индивида, образуващи около 740 хиляди колонии. Заедно с термитите мравките съставят около една трета от общата биомаса на сухоземните животни обитаващи басейна на Амазонка.. В областите с умерен климат тяхното количество е по-малко. Например на площ от 8 km² във Флорида са открити 76 вида мравки от 30 рода, а на площ 5,5 km² в Мичиган живеят 87 вида от 23 рода.

## Морфология и многообразие
Мравките са с размер от 0,75 до 52 mm и са разнообразни по цвят. Повечето мравки са червени или черни, но някои видове са зелени, някои тропически видове имат метален блясък. Известни са повече от 12 хиляди вида (предполага се, че достигат до около 22 000) като най-голямо разнообразие има в тропиците. Таксономични изследвания продължават да развиват класификацията и систематиката на мравките.
Както и останалите насекоми, мравките имат екзоскелет - външно покритие, което защитава вътрешността на тялото и към което се прикрепват мускулите. Насекомите нямат бели дробове – кислородът и други газове, като въглеродният диоксид, преминават през екзоскелета през малки отвори. Те нямат и затворена кръвоносна система, а само дорзална аорта (дълга тънка перфорирана тръба в горната част на тялото), която действа като сърце и изпомпва хемолимфа към главата, задвижвайки по този начин флуидите в тялото. Нервната система се състои от коремна нервна връзка, преминаваща по дължината на цялото тяло, и няколко ганглия и разклонения, достигащи до крайниците и антените на насекомото.
Мравките се отличават в своята морфология от останалите насекоми по наличието на начупени антени и метаплеврални жлези и по силно редуцирания втори коремен сегмент (петиола). Трите обособени части на тялото са глава, мезосома и метасома. Петиолата, която при някои видове може да включва и третия коремен сегмент, образува тънка връзка между мезосомата (гръдната част и първият коремен сегмент) и метасомата (коремната част зад петиолата). В метазомата на мравките са разположени основни вътрешни органи, включително тези на размножителната, дихателната и отделителната система. При мравките-работнички от много видове яйцеполагалото е модифицирано в жило, което служи за залавяне на плячка и за защита на мравуняците. И шестте крака на мравките са прикрепени към мезосомата. Подобни на куки образувания в краищата на краката помагат на мравките да се изкачват или провесват върху различни повърхности. Обикновено цариците и мъжките мравки имат крила, като тези на кралиците падат след брачния полет, но на мястото им остават малки израстъци, по които те могат да бъдат отличени от другите мравки. При някои видове цариците и мъжките нямат крила.

По главата на мравките са разположени множество сетивни органи. Както повечето насекоми, мравките имат фасетъчни очи, изградени от множество свързани малки лещи. Очите им са пригодени за регистриране на движение, но нямат висока разделителна способност. Мравките имат и по три малки прости очи в горната част на главата, които усещат интензивността и поляризацията на светлината. В сравнение с гръбначните повечето мравки имат слабо до средно зрение, а някои подземни видове са напълно слепи, но отделни видове, като някои представители на род Myrmecia, виждат изключително добре. Двете антени, прикрепени към главата, усещат някои химически вещества, движението на въздуха и механичните вибрации. Освен това те могат да се използват за предаване и приемане на сигнали чрез докосване. В предната част на главата са разположени 2 силни челюсти, които мравките използват за пренасяне на храна, манипулиране на предмети, при строителството на мравуняци и за защита. При някои видове в малък джоб във вътрешността на устата може да се съхранява храна, която мравките дават на други мравки или на ларвите си.

## Общество
Мравките живеят на много добре организирани групи, наречени "колонии" и имат сложни отношения помежду си. Семействата на мравките са многогодишно високоорганизирано отличаващо се с еусоциалност съобщество, съставено от яйца, личинки (ларви), какавиди и разннообразни възрастни екземпляри - женски, мъжки (които са търтеи) и мравки-работнички, които практически са безплодни и са най-многочислената група. Някои видове с по-сложни общества имат няколко (до 5 при мравките листорезачки) подкасти на работничките, различаващи се по размер и други характеристики. Най-интересната подкаста е тази на „войниците“, която обикновено се разглежда като отделна каста заради специфичната си морфология и функция. Мравчените колонии (обитателите на мравуняците) включват:
- Работнички - безкрили женски, с недоразвити полови органи. Имат следните функции: грижа за яйцата и ларвите – преместват ги в помещения с различна температура в зависимост от възрастта им и ги хранят; строеж и поддръжка на мравуняка; събиране на листа и други хранителни продукти в мравуняка. Работниците вършат цялата работа в семейството – търсят и донасят храна, грижат се за майките, яйцата и ларвите им, играят ролята на строители.  Движейки се, те оставят след себе си мирисни знаци и така съобщават на другите мравки за местоположението на храната.
- Войници - Срещат се при някои видове мравки. Представляват едра форма работнички, която се характеризира с по-голяма глава и силни видоизменени челюсти, приспособени за отбрана и нападение. Освен с челюсти, могат да нападат и с отрова (като мравчена киселина).
- Търтеи - Функцията им е изцяло размножителна, появяват се през брачния сезон и умират скоро след това. Обикновено са крилати.
- Женски - Женските, наричани още царици, са големи полово развити мравки, снасящи яйца (до 30 000 яйца на ден). Има една или няколко в един мравуняк и живеят няколко години, докато работничките рядко живеят дори една година.

Както отделната клетка може вече да не е жизнеспособна (и по пътя на това се стига до обособяване на многоклетъчните), така и отделната мравка е силно затруднена или дори неспособна да оцелее без другите от колонията си, поради което и заради голямата организираност на мравките систембиолозите обозначават/представят такова мравчено семейство и като един-единствен индивид, чиито части не са свързани, а се движат свободно (суперогранизъм - сходно с колониален организъм). От десетилетия за биолозите е загадка как е възможно тези насекоми да са способни да строят толкова огромни, съразмерни и стабилни постройки като мравуняците и си го обясняват най-вече с обилната обмяна на феромони (миризми-сигнали), служещи им за общуване. Обонятелните им органи са разположени на върха на техните антенки. Чрез отделяне на специфичен феромон мравките подбуждат съответстваща, генетично закодирана, реакция у останалите. Феромони използват и за отбелязване пътя до находище на храна, сигнализиране за опасност и в различни други случаи.

## Систематика и еволюция
|  | Tiphiidae                                                |
|  |                                                          |
|  | \| \| Sapygidae \| \| \| \| \| \| Mutillidae \| \| \| \| |
|  |                                                          |
|  | Sapygidae                                                |
|  |                                                          |
|  | Mutillidae                                               |
|  |                                                          |

|  | Sapygidae  |
|  |            |
|  | Mutillidae |
|  |            |

|  | Pompilidae       |
|  |                  |
|  | Rhopalosomatidae |
|  |                  |

|  | Formicidae                                             |
|  |                                                        |
|  | \| \| Vespidae \| \| \| \| \| \| Scoliidae \| \| \| \| |
|  |                                                        |
|  | Vespidae                                               |
|  |                                                        |
|  | Scoliidae                                              |
|  |                                                        |

|  | Vespidae  |
|  |           |
|  | Scoliidae |
|  |           |

|  | Pompilidae       |
|  |                  |
|  | Rhopalosomatidae |
|  |                  |

|  | Formicidae                                             |
|  |                                                        |
|  | \| \| Vespidae \| \| \| \| \| \| Scoliidae \| \| \| \| |
|  |                                                        |
|  | Vespidae                                               |
|  |                                                        |
|  | Scoliidae                                              |
|  |                                                        |

|  | Vespidae  |
|  |           |
|  | Scoliidae |
|  |           |

|  | Tiphiidae                                                |
|  |                                                          |
|  | \| \| Sapygidae \| \| \| \| \| \| Mutillidae \| \| \| \| |
|  |                                                          |
|  | Sapygidae                                                |
|  |                                                          |
|  | Mutillidae                                               |
|  |                                                          |

|  | Sapygidae  |
|  |            |
|  | Mutillidae |
|  |            |

|  | Pompilidae       |
|  |                  |
|  | Rhopalosomatidae |
|  |                  |

|  | Formicidae                                             |
|  |                                                        |
|  | \| \| Vespidae \| \| \| \| \| \| Scoliidae \| \| \| \| |
|  |                                                        |
|  | Vespidae                                               |
|  |                                                        |
|  | Scoliidae                                              |
|  |                                                        |

|  | Vespidae  |
|  |           |
|  | Scoliidae |
|  |           |

|  | Pompilidae       |
|  |                  |
|  | Rhopalosomatidae |
|  |                  |

|  | Formicidae                                             |
|  |                                                        |
|  | \| \| Vespidae \| \| \| \| \| \| Scoliidae \| \| \| \| |
|  |                                                        |
|  | Vespidae                                               |
|  |                                                        |
|  | Scoliidae                                              |
|  |                                                        |

|  | Vespidae  |
|  |           |
|  | Scoliidae |
|  |           |

|  | Tiphiidae                                                |
|  |                                                          |
|  | \| \| Sapygidae \| \| \| \| \| \| Mutillidae \| \| \| \| |
|  |                                                          |
|  | Sapygidae                                                |
|  |                                                          |
|  | Mutillidae                                               |
|  |                                                          |

|  | Sapygidae  |
|  |            |
|  | Mutillidae |
|  |            |

|  | Pompilidae       |
|  |                  |
|  | Rhopalosomatidae |
|  |                  |

|  | Formicidae                                             |
|  |                                                        |
|  | \| \| Vespidae \| \| \| \| \| \| Scoliidae \| \| \| \| |
|  |                                                        |
|  | Vespidae                                               |
|  |                                                        |
|  | Scoliidae                                              |
|  |                                                        |

|  | Vespidae  |
|  |           |
|  | Scoliidae |
|  |           |

|  | Pompilidae       |
|  |                  |
|  | Rhopalosomatidae |
|  |                  |

|  | Formicidae                                             |
|  |                                                        |
|  | \| \| Vespidae \| \| \| \| \| \| Scoliidae \| \| \| \| |
|  |                                                        |
|  | Vespidae                                               |
|  |                                                        |
|  | Scoliidae                                              |
|  |                                                        |

|  | Vespidae  |
|  |           |
|  | Scoliidae |
|  |           |

|  | Tiphiidae                                                |
|  |                                                          |
|  | \| \| Sapygidae \| \| \| \| \| \| Mutillidae \| \| \| \| |
|  |                                                          |
|  | Sapygidae                                                |
|  |                                                          |
|  | Mutillidae                                               |
|  |                                                          |

|  | Sapygidae  |
|  |            |
|  | Mutillidae |
|  |            |

|  | Pompilidae       |
|  |                  |
|  | Rhopalosomatidae |
|  |                  |

|  | Formicidae                                             |
|  |                                                        |
|  | \| \| Vespidae \| \| \| \| \| \| Scoliidae \| \| \| \| |
|  |                                                        |
|  | Vespidae                                               |
|  |                                                        |
|  | Scoliidae                                              |
|  |                                                        |

|  | Vespidae  |
|  |           |
|  | Scoliidae |
|  |           |

|  | Pompilidae       |
|  |                  |
|  | Rhopalosomatidae |
|  |                  |

|  | Formicidae                                             |
|  |                                                        |
|  | \| \| Vespidae \| \| \| \| \| \| Scoliidae \| \| \| \| |
|  |                                                        |
|  | Vespidae                                               |
|  |                                                        |
|  | Scoliidae                                              |
|  |                                                        |

|  | Vespidae  |
|  |           |
|  | Scoliidae |
|  |           |

### Еволюция и изкопаеми видове
Въпреки интензивното си развитие през XX и XXI век проучванията на палеонтологичната история на мравките често е затруднено от това, че откритите находки не са добре запазени. Семейство мравки по различни оценки включва от 4 до 5 измрели подсемейства (Armaniinae, Formiciinae, Sphecomyrminae и други), 5 измрели триба, 121 рода, около 600 измрели вида. Най-ранната известна на науката мравка е Sphecomyrma freyi. Открита е през 1967 г. от Едуард Уилсън в къс янтар открит на плаж в Ню Джърси, САЩ. Находката е на възраст от около 130 милиона години.
Семейство Мравки се отнася към разред Ципокрили, към който са систематизирани и листните оси, пчелите и осите. Според филогенетичния анализ мравките са еволюирали от осите в средата на периода Креда преди около 110 – 130 млн. години. Предполага се, че това е станало на територията на бившия суперконтинент Лавразия. Като потвърждение за родството на мравките с осите са анатомичните и поведенческите сходства. През 1967 г. в мезозойски отложения е открита преходна форма между двете семейства. Това е изкопаемият вид Sphecomyrma freyi. Той съчетава в себе си белезите както на мравките, така и на осите. Предполага се, че е живял на Земята в края на Креда (приблизително преди 80 милиона години). По-късно са открити и други изкопаеми видове, които са причислени към подсемейство Sphecomyrminae. Вероятно представителите на Sphecomyrma freyi са били наземни активни търсачи на храна, подобно на представителите на съвременните подсемейства Leptanillinae и Martialinae. Някои учени предполагат, че примитивните мравки са водили подземен начин на живот.. След установяване на доминираща роля на покритосеменните растения (за сметка по ранни типове, като голосеменните и споровите растения) преди около 100 млн. години, мравките започват еволюционно развитие като се адаптират към новоразкритите екологични ниши.
През периода Креда популациите на мравките не са били така големи както в настоящата геологична епоха. Тогава те съставяли едва 1% от цялата популация на всички насекоми. Доминиращата роля на мравките е станала възможна едва след адаптивната радиация, която те развили в началото на Палеогена. От всички изкопаеми насекоми, открити и датирани от олигоцен и миоцен около 20 – 40% са мравки, като от родовете живели през тази епоха до днес са оцелели около 10%. От мравките открити в балтийски кехлибари около 56% от представителите живели в олигоцен са причислени към съвременни родове. По-голям е процентът при представителите открити в доминикански янтари от миоцен – 92%.

През 2008 г. в Бразилия е открит примитивен вид сляпа мравка Martialis heureka. Видът притежава уникален строеж на тялото, поради което е отделен в ново самостоятелно подсемейство Martialinae. Друг пример за откриването на живо изкопаемо е австралийската мравка от вида Nothomyrmecia macrops. Видът е открит през 1931 г., описан през 1934 г. и преоткрит за науката отново през 1977 г. В началото дори е отделен в самостоятелно подсемейство Nothomyrmeciinae.

### Съвременни мравки
Семейство мравки включва 21 съвременни и 5 изкопаеми подсемейства, 54 триба, 378 рода, 12 470 вида и 4515 подвида. Сред най-известните в Европа е червената горска мравка. Трудностите при класифицирането на видовете се дължи на два феномена – наличие на видове-двойници и на хибриди. Съществуват множество видове, които практически не се различават по външен вид. Така е възможно описан вид с характерни белези да бъде изолиран репродуктивно от представители със същите белези. Единственият начин да бъдат различени е генетичен анализ на екземплярите. В други ситуации два близкородствени вида, но различаващи се по външен вид могат лесно да се размножават и да образуват хибридно поколение.
Размерите на тялото при представителите на семейството са разнообразни – от 1 до 30 – 50 mm и повече. Един от видовете с най-малки размери е представител на род Monomorium. Работничките са с дължина на тялото 1 – 2 mm, а женските и мъжките са 3 – 4 mm). Други дребни видове са представители на родовете Mycetophylax (1 – 3 mm) и Cyphomyrmex (1,5 – 3 mm). Ендемичният за САЩ вид Leptothorax minutissimus, паразитиращ в мравешки колонии на вида Leptothorax curvispinosus е с дължина на тялото до 3 mm. Един от най-едрите представители на семейството е видът Camponotus gigas. Размерът на тялото при работничките е 20 mm, на мъжките – 18,3 mm, на войниците – 28,1 mm и на майката до 31,3 mm.. Сред най-едрите мравки са и представителите на видовете Dinoponera gigantea и Paraponera clavata. Те достигат дължина от 25 – 30 mm. Самците от африканския род Dorylus достигат на дължина до 3 cm, а зрялата майка има уголемен корем и достига обща дължина до 5 cm. Това обаче не са най-едрите мравки обитавали Земята. Най-едрите изкопаеми мравки са от род Formicium, при които майките са достигали 7 cm дължина, а крилата са имали размах до 15 cm